# Alberto Andressen Júnior
Alberto Henrique Andressen Júnior (ur. 30 czerwca 1897) – portugalski strzelec, olimpijczyk.
Startował na Letnich Igrzyskach Olimpijskich 1936 w Berlinie. Wystąpił tylko w strzelaniu z pistoletu szybkostrzelnego z 25 metrów, w którym odpadł w eliminacjach.